# 西鐵古賀站

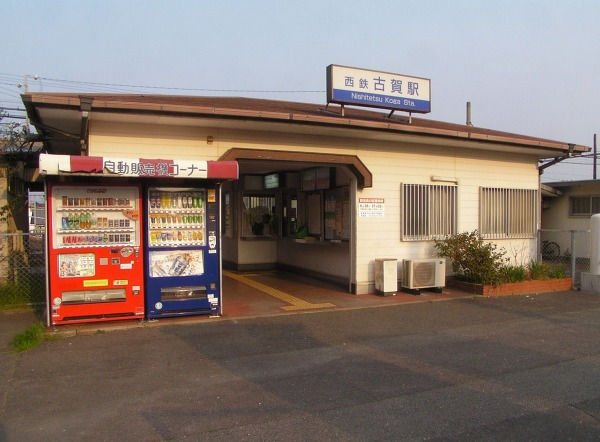
西鐵古賀站 (2007年3月21日)

西鐵古賀站是曾經存在於福岡縣古賀市天神、屬於西日本鐵道宮地岳線的廢站。於1925年7月1日啟用，至2007年4月1日停止使用。

## 外部連結
- 西鉄古賀駅 （页面存档备份，存于） - 西日本鉄道株式会社（日語）